# Parhamaxia antennata
Parhamaxia antennata är en tvåvingeart som beskrevs av Richter 1991. Parhamaxia antennata ingår i släktet Parhamaxia och familjen parasitflugor. Inga underarter finns listade i Catalogue of Life.